# Моултри, Арнетт
Арнетт Натаниэль Моултри (англ. Arnett Nathaniel Moultrie; родился 18 ноября 1990 года в Нью-Йорке, США) — американский профессиональный баскетболист, играющий на позиции тяжёлого форварда.

## Профессиональная карьера
Моултри был выбран под общим 27-м номером на драфте НБА 2012 года клубом «Майами Хит» и вскоре обменян «Филадельфия Севенти Сиксерс» на Джастин Хэмилтон и защищённый выбор на будущем драфте.
В течение карьеры Моултри несколько раз отправлялся в фарм-клубы Филадельфии «Су-Фолс Скайфорс» и «Делавэр-87».
Моултри был дисквалифицирован 31 марта 2014 года на пять матчей за употребление наркотиков.

## Статистика

### Статистика в НБА
| Сезон                                                                                    | Команда     | Регулярный сезон | Регулярный сезон | Регулярный сезон | Регулярный сезон | Регулярный сезон | Регулярный сезон | Регулярный сезон | Регулярный сезон | Регулярный сезон | Регулярный сезон | Регулярный сезон | Серия плей-офф | Серия плей-офф | Серия плей-офф | Серия плей-офф | Серия плей-офф | Серия плей-офф | Серия плей-офф | Серия плей-офф | Серия плей-офф | Серия плей-офф | Серия плей-офф |
| Сезон                                                                                    | Команда     | GP               | GS               | MPG              | FG%              | 3P%              | FT%              | RPG              | APG              | SPG              | BPG              | PPG              | GP             | GS             | MPG            | FG%            | 3P%            | FT%            | RPG            | APG            | SPG            | BPG            | PPG            |
| ---------------------------------------------------------------------------------------- | ----------- | ---------------- | ---------------- | ---------------- | ---------------- | ---------------- | ---------------- | ---------------- | ---------------- | ---------------- | ---------------- | ---------------- | -------------- | -------------- | -------------- | -------------- | -------------- | -------------- | -------------- | -------------- | -------------- | -------------- | -------------- |
| 2012/13                                                                                  | Филадельфия | 47               | 0                | 11,5             | 58,2             | -                | 64,3             | 3,1              | 0,2              | 0,4              | 0,2              | 3,7              | Не участвовал  | Не участвовал  | Не участвовал  | Не участвовал  | Не участвовал  | Не участвовал  | Не участвовал  | Не участвовал  | Не участвовал  | Не участвовал  | Не участвовал  |
| 2013/14                                                                                  | Филадельфия | 12               | 2                | 15,6             | 42,1             | -                | 80,0             | 2,9              | 0,2              | 0,7              | 0,3              | 3,0              | Не участвовал  | Не участвовал  | Не участвовал  | Не участвовал  | Не участвовал  | Не участвовал  | Не участвовал  | Не участвовал  | Не участвовал  | Не участвовал  | Не участвовал  |
|                                                                                          | Всего       | 59               | 2                | 12,4             | 54,7             | -                | 66,7             | 3,1              | 0,2              | 0,4              | 0,2              | 3,6              | Не участвовал  | Не участвовал  | Не участвовал  | Не участвовал  | Не участвовал  | Не участвовал  | Не участвовал  | Не участвовал  | Не участвовал  | Не участвовал  | Не участвовал  |
| Наведите курсор мыши на аббревиатуры в заголовке таблицы, чтобы прочесть их расшифровку. |             |                  |                  |                  |                  |                  |                  |                  |                  |                  |                  |                  |                |                |                |                |                |                |                |                |                |                |                |

### Статистика в Джи-Лиге
| Сезон                                                                                    | Команда               | Регулярный сезон | Регулярный сезон | Регулярный сезон | Регулярный сезон | Регулярный сезон | Регулярный сезон | Регулярный сезон | Регулярный сезон | Регулярный сезон | Регулярный сезон | Регулярный сезон | Серия плей-офф | Серия плей-офф | Серия плей-офф | Серия плей-офф | Серия плей-офф | Серия плей-офф | Серия плей-офф | Серия плей-офф | Серия плей-офф | Серия плей-офф | Серия плей-офф |
| Сезон                                                                                    | Команда               | GP               | GS               | MPG              | FG%              | 3P%              | FT%              | RPG              | APG              | SPG              | BPG              | PPG              | GP             | GS             | MPG            | FG%            | 3P%            | FT%            | RPG            | APG            | SPG            | BPG            | PPG            |
| ---------------------------------------------------------------------------------------- | --------------------- | ---------------- | ---------------- | ---------------- | ---------------- | ---------------- | ---------------- | ---------------- | ---------------- | ---------------- | ---------------- | ---------------- | -------------- | -------------- | -------------- | -------------- | -------------- | -------------- | -------------- | -------------- | -------------- | -------------- | -------------- |
| 2012/13                                                                                  | Су-Фолс Скайфорс      | 7                | 3                | 26,3             | 46,9             | 0,0              | 66,7             | 6,1              | 1,6              | 0,6              | 0,4              | 9,7              | Не участвовал  | Не участвовал  | Не участвовал  | Не участвовал  | Не участвовал  | Не участвовал  | Не участвовал  | Не участвовал  | Не участвовал  | Не участвовал  | Не участвовал  |
| 2013/14                                                                                  | Делавэр Эйти Севенерс | 8                | 1                | 28,2             | 45,2             | -                | 78,3             | 4,5              | 1,6              | 1,0              | 0,3              | 10,5             | Не участвовал  | Не участвовал  | Не участвовал  | Не участвовал  | Не участвовал  | Не участвовал  | Не участвовал  | Не участвовал  | Не участвовал  | Не участвовал  | Не участвовал  |
|                                                                                          | Всего                 | 15               | 4                | 27,3             | 46,0             | 0,0              | 74,3             | 5,3              | 1,6              | 0,8              | 0,3              | 10,1             | Не участвовал  | Не участвовал  | Не участвовал  | Не участвовал  | Не участвовал  | Не участвовал  | Не участвовал  | Не участвовал  | Не участвовал  | Не участвовал  | Не участвовал  |
| Наведите курсор мыши на аббревиатуры в заголовке таблицы, чтобы прочесть их расшифровку. |                       |                  |                  |                  |                  |                  |                  |                  |                  |                  |                  |                  |                |                |                |                |                |                |                |                |                |                |                |

### Статистика в NCAA
| Сезон | Команда         | Conf            | Class           | GP  | GS | MPG  | FG%  | 3P%  | FT%  | RPG  | APG | SPG | BPG | PPG  |
| --- | --------------- | --------------- | --------------- | --- | -- | ---- | ---- | ---- | ---- | ---- | --- | --- | --- | ---- |
| 2008/09 | УТЭП            | CUSA            | FR              | 37  | 34 | 26,8 | 50,2 | 28,2 | 53,5 | 8,2  | 0,6 | 0,8 | 0,9 | 8,8  |
| 2009/10 | УТЭП            | CUSA            | SO              | 33  | 33 | 28,9 | 47,5 | 22,5 | 65,1 | 6,7  | 1,2 | 1,4 | 0,8 | 9,8  |
| 2011/12 | Миссисипи Стэйт | SEC             | JR              | 30  | 30 | 35,8 | 54,9 | 44,4 | 78,0 | 10,5 | 1,2 | 0,8 | 0,8 | 16,4 |
| Всего | Всего           | Всего           | Всего           | 100 | 97 | 30,2 | 51,1 | 28,9 | 67,6 | 8,4  | 1,0 | 1,0 | 0,9 | 11,4 |
| УТЭП | УТЭП            | УТЭП            | УТЭП            | 70  | 67 | 27,8 | 48,8 | 25,3 | 58,7 | 7,5  | 0,9 | 1,1 | 0,9 | 9,3  |
| Миссисипи Стэйт | Миссисипи Стэйт | Миссисипи Стэйт | Миссисипи Стэйт | 30  | 30 | 35,8 | 54,9 | 44,4 | 78,0 | 10,5 | 1,2 | 0,8 | 0,8 | 16,4 |
| Наведите курсор мыши на аббревиатуры в заголовке таблицы, чтобы прочесть их расшифровку Статистика приведена с сайта sports-reference.com |                 |                 |                 |     |    |      |      |      |      |      |     |     |     |      |